# Томас Коста
То́мас Ко́ста (ісп. Tomás Costa, нар. 30 січня 1985, Санта-Фе) — аргентинський футболіст, що грав на позиції півзахисника, зокрема за португальський «Порту» та чилійський «Універсідад Католіка».

## Ігрова кар'єра
Народився 30 січня 1985 року в місті Санта-Фе. Вихованець футбольної школи клубу «Росаріо Сентраль». Дорослу футбольну кар'єру розпочав 2006 року в основній команді того ж клубу, в якій провів два сезони, взявши участь у 47 матчах чемпіонату.
У травні 2008 року уклав п'ятирічний контракт з португальським «Порту», якому трансфер аргентинця обійшовся в орієнтовні 3,2 мільйона євро. Відіграв за клуб з Порту наступні два сезони, протягом яких виборов титул чемпіона Португалії, два Кубки та Суперкубок країни.
Протягом 2010—2011 років на правах оренди грав за румунський «ЧФР Клуж» та чилійський «Універсідад Католіка», після чого повернувся на батьківщину, де уклав контракт з клубом «Колон».
2012 року повернувся до «Універсідад Католіка», з яким уклав повноцінний контракт. Цього разу провів у складі його команди чотири сезони і здебільшого виходив на поле в її основному складі.
Протягом 2016—2017 років грав за уругвайський «Пеньяроль» та на батьківщині за «Олімпо», а завершував ігрову кар'єру в перуанському «Альянса Ліма», де виступав протягом 2018—2019 років.

## Титули і досягнення
- Чемпіон Португалії (1):

«Порту»: 2008–2009
- Володар Кубка Португалії (2):

«Порту»: 2008–2009, 2009–2010
- Володар Суперкубка Португалії (1):

«Порту»: 2009